# Pristomyrmex taurus
Pristomyrmex taurus är en myrart som beskrevs av Hermann Stitz 1925. Pristomyrmex taurus ingår i släktet Pristomyrmex och familjen myror. Inga underarter finns listade i Catalogue of Life.